# Кей Си Енд Съншайн Бенд
„Кей Си Енд Съншайн Бенд“ (на английски: KC and the Sunshine Band) е музикална група в Маями, щата Флорида, САЩ.
Основана е през 1973 г. Кей Си в името идва от фамилията на вокалиста Хери Уейн Кейси (Кей Си), а „Съншайн Бенд“ (Слънчева група) е от прозвището на щата „Съншайн Стейт“ (Слънчев щат).
Групата изпълнява фънк, ритъм енд блус и диско. Нейните най-известни песни са That's the Way (I Like It), (Shake, Shake, Shake) Shake Your Booty, I'm Your Boogie Man, Keep It Comin' Love, Get Down Tonight, Give It Up и Please Don't Go.